# 月山栄珠
月山 栄珠（つきやま えいじゅ、1964年2月19日 - ）は、千葉県柏市出身の元プロ野球選手（捕手）。右投右打。

## 来歴・人物
中学までは投手だったが、印旛高進学後に捕手に転向した。高校では、後に阪神タイガースに同期入団する佐藤文男とバッテリーを組む。1981年のセンバツに出場し3番打者として活躍、準決勝の上宮高戦でレフトラッキーゾーンに本塁打を打った。決勝戦ではPL学園高に敗れたが月山は超高校級捕手として注目を集めた。
元々は、早稲田大学へ進学する予定だったが、1981年のプロ野球ドラフト会議で阪神タイガースから3位指名を受け入団。この後、佐藤はドラフト外で阪神に入団している。またチームメイトで1番打者の二塁手の村上信一は阪急ブレーブスに入団した。
プロでは1984年に一軍デビューした。しかし、1986年1月に選手寮の虎風荘の階段を踏み外して左肩を骨折（実際はスキーで転倒し骨折した：本人談）。さらに、肝炎を患ったことで選手生命を縮め、練習生扱いとなっていた翌1987年7月に現役を引退した。
現在は柏市で焼肉店「泉樹」を経営している。

## 詳細情報

### 年度別打撃成績
| 年 度     | 球 団     | 試 合 | 打 席 | 打 数 | 得 点 | 安 打 | 二 塁 打 | 三 塁 打 | 本 塁 打 | 塁 打 | 打 点 | 盗 塁 | 盗 塁 死 | 犠 打 | 犠 飛 | 四 球 | 敬 遠 | 死 球 | 三 振 | 併 殺 打 | 打 率 | 出 塁 率 | 長 打 率 | O P S |
| --------- | --------- | ----- | ----- | ----- | ----- | ----- | -------- | -------- | -------- | ----- | ----- | ----- | -------- | ----- | ----- | ----- | ----- | ----- | ----- | -------- | ----- | -------- | -------- | ----- |
| 1984      | 阪神      | 6     | 3     | 3     | 0     | 0     | 0        | 0        | 0        | 0     | 0     | 0     | 0        | 0     | 0     | 0     | 0     | 0     | 0     | 0        | .000  | .000     | .000     | .000  |
| 1985      | 阪神      | 8     | 14    | 13    | 1     | 2     | 1        | 0        | 0        | 3     | 1     | 0     | 0        | 0     | 0     | 0     | 0     | 1     | 5     | 1        | .154  | .214     | .231     | .445  |
| 通算：2年 | 通算：2年 | 14    | 17    | 16    | 1     | 2     | 1        | 0        | 0        | 3     | 1     | 0     | 0        | 0     | 0     | 0     | 0     | 1     | 5     | 1        | .125  | .176     | .188     | .364  |

### 年度別守備成績
| 年 度 | 捕手 | 捕手   | 捕手   | 捕手   | 捕手   |
| 年 度 | 試合 | 企図数 | 許盗塁 | 盗塁刺 | 阻止率 |
| ----- | ---- | ------ | ------ | ------ | ------ |
| 1984  | 3    |        | 1      | 0      | .000   |
| 1985  | 4    |        | 2      | 0      | .000   |
| 通算  | 7    |        | 3      | 0      | .000   |

### 記録
- 初出場：1984年5月2日、対広島東洋カープ4回戦（広島市民球場、9回裏に捕手として出場
- 初安打・初打点：1985年8月7日、対ヤクルトスワローズ15回戦（明治神宮野球場）、3回表に宮本賢治から適時打
- 初先発出場：1985年8月26日、対ヤクルトスワローズ19回戦（阪神甲子園球場）、8番・捕手として先発出場

### 背番号
- 41（1982年 - 1987年）